# Coppa Italia 1964/1965
Osmnáctý ročník Coppa Italia (italského fotbalového poháru) se konal od 6. září 1964 do 29. srpna 1965. Turnaj vyhrál již popáté v klubové historii Juventus, které ve finále porazilo Inter 1:0. Nejlepšími střelci se stali Cané (Neapol), Giampaolo Menichelli (Juventus), Bruno Petroni (Atalanta), Luigi Riva a Renzo Cappellaro (oba Cagliari), kteří vstřelili tři branky.

## Účastníci

### Od 1. kola
- Alessandria
- Atalanta
- Bari
- Benátky
- Brescia
- Cagliari
- Catania
- Catanzaro
- Fiorentina
- Foggia & Incedit
- Janov
- Juventus
- Lanerossi Vicenza
- Lazio
- Lecco
- Livorno
- Mantova
- Messina
- Milán
- Modena
- Monza
- Neapol
- Padova
- Palermo
- Parma
- Potenza
- Pro Patria
- Reggiana
- Sampdoria
- SPAL
- Trani
- Triestina
- Varese
- Verona

### Od čtvrtfinále
- Boloňa
- Inter
- Řím
- Turín

## Zápasy

### 1. kolo
Zápasy byly na programu 6. srpna 1964.
Poznámky
|  | Postup do dalšího kola |

| Domácí      | Výsledek     | Hosté             |
| ----------- | ------------ | ----------------- |
| Alessandria | 1:2          | Juventus          |
| Bari        | 1:4 v prodl. | Foggia            |
| Brescia     | 2:0          | Mantova           |
| Verona      | 0:2          | Benátky           |
| Lecco       | 2:0          | Padova            |
| Livorno     | 3:4          | Cagliari          |
| Modena      | 2:1          | Lanerossi Vicenza |
| Parma       | 1:3          | Sampdoria         |
| Potenza     | 0:4          | Catania           |
| Pro Patira  | 1:0          | Varese            |
| Reggiana    | 0:2 v prodl. | Janov             |
| Monza       | 2:1 v prodl. | Milán             |
| SPAL        | 3:0          | Fiorentina        |
| Neapol      | 2:1 v prodl. | Messina           |
| Palermo     | 3:1 v prodl. | Catanzaro         |
| Trani       | 0:3          | Lazio             |
| Triestina   | 1:3          | Atalanta          |

### Kvalifikace
Zápas byl na programu 23. září 1964.
| Domácí | Výsledek | Hosté  |
| ------ | -------- | ------ |
| Lazio  | 0:0      | Neapol |

### 2. kolo
Zápasy byly na programu od 6. ledna do 24. února 1965.
Poznámky
|  | Postup do dalšího kola |

| Domácí     | Výsledek          | Hosté     |
| ---------- | ----------------- | --------- |
| Juventus   | 1:0               | Brescia   |
| Lecco      | 3:0               | Sampdoria |
| Modena     | 1:1 (4:5 na pen.) | Atalanta  |
| Pro Patria | 1:2 v prodl.      | Janov     |
| Monza      | 2:1 v prodl.      | Benátky   |
| Neapol     | 2:1 v prodl.      | Foggia    |
| Palermo    | 1:0               | Catania   |
| Cagliari   | 1:0               | SPAL      |

### 3. kolo
Zápasy byly na programu od 17. března do 7. dubna 1965.
| Domácí   | Výsledek     | Hosté    |
| -------- | ------------ | -------- |
| Janov    | 3:0          | Monza    |
| Lecco    | 0:2 v prodl. | Juventus |
| Neapol   | 1:0          | Palermo  |
| Cagliari | 5:0          | Atalanta |

### Čtvrtfinále
Zápasy byly na programu od 16. dubna do 5. května 1965.
| Domácí | Výsledek          | Hosté    |
| ------ | ----------------- | -------- |
| Turín  | 2:0               | Janov    |
| Boloňa | 0:0 (4:5 na pen.) | Juventus |
| Inter  | 6:3 v prodl.      | Cagliari |
| Neapol | 1:2               | Řím      |

### Semifinále
Zápasy byly na programu 9. června 1965.
| Domácí   | Výsledek          | Hosté |
| -------- | ----------------- | ----- |
| Řím      | 2:2 (4:6 na pen.) | Inter |
| Juventus | 1:0               | Turín |

### Finále
| 29. 8. 1965 21:00 |        |       |                                                              |
| Juventus          | 1 : 0  | Inter | Stadio Olimpico, Řím, Itálie rozhodčí: Alessandro D'Agostini |
| Menichelli 15'    | Report |       | Stadio Olimpico, Řím, Itálie rozhodčí: Alessandro D'Agostini |

|                   |    |                      |     |
|                   |    |                      |     |
|                   | 1  | Roberto Anzolin      |     |
|                   | 2  | Adolfo Gori          |     |
|                   | 3  | Gianfranco Leoncini  |     |
|                   | 4  | Giancarlo Bercellino |     |
|                   | 5  | Ernesto Castano      |     |
|                   | 6  | Sandro Salvadore     |     |
|                   | 7  | Carlo Dell'Omodarme  |     |
|                   | 8  | Luis del Sol         | 75' |
|                   | 9  | Vincenzo Traspedini  |     |
|                   | 10 | Chinesinho           |     |
|                   | 11 | Giampaolo Menichelli |     |
| Trenér:           |    |                      |     |
| Heriberto Herrera |    |                      |     |

|                 |    |                    |     |
|                 |    |                    |     |
|                 | 1  | Giuliano Sarti     |     |
|                 | 2  | Tarcisio Burgnich  | 75' |
|                 | 3  | Giacinto Facchetti |     |
|                 | 4  | Gianfranco Bedin   |     |
|                 | 5  | Aristide Guarneri  |     |
|                 | 6  | Armando Picchi     |     |
|                 | 7  | Jair da Costa      |     |
|                 | 8  | Sandro Mazzola     |     |
|                 | 9  | Joaquín Peiró      |     |
|                 | 10 | Luis Suárez        |     |
|                 | 11 | Mario Corso        |     |
| Trenér:         |    |                    |     |
| Helenio Herrera |    |                    |     |

## Vítěz
| Coppa Italia Vítěz pro rok 1964/1965 |
| ------------------------------------ |
| Juventus FC                          |
|                                      |